# Dypsis prestoniana
Dypsis prestoniana Beentje, 1995 è una pianta della famiglia delle Arecacee, endemica del Madagascar.

## Conservazione
La Lista rossa IUCN classifica Dypsis prestoniana come specie vulnerabile.